# Юровка (Анапський район)
Юровка — село в Краснодарському краї, входить до складу муніципального утворення місто-курорт Анапа. Центр Первомайського сільського округу.
Населення — 3 465 мешканців (2002).
Село розташовано за 22 км на північний схід від центру Анапи, залізнична станція Юровський на лінії Кримська — Порт Кавказ.